# Chiesa di Santa Chiara (Avignone)

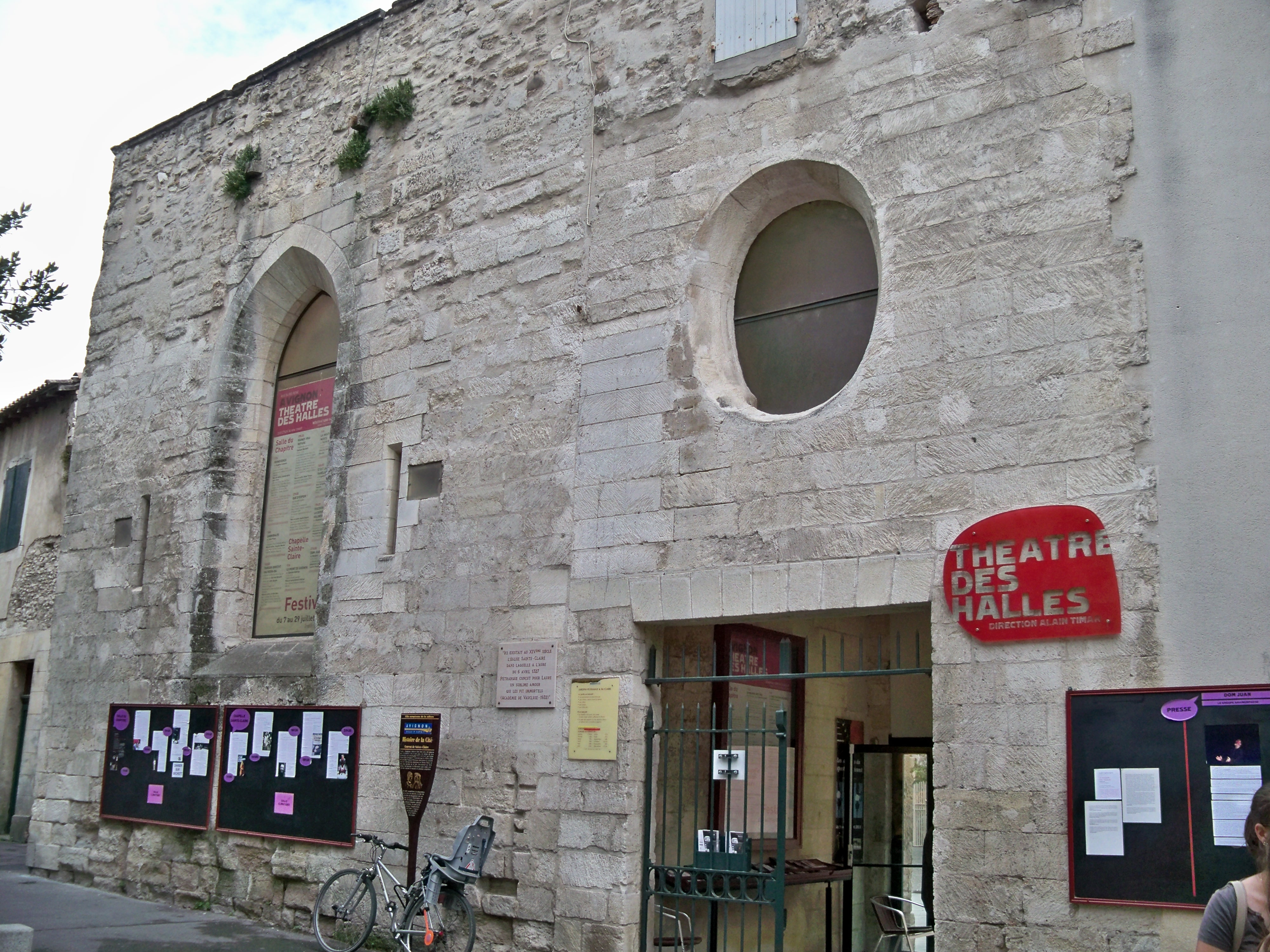
Facciata dell'edificio

La chiesa di Santa Chiara ad Avignone fa parte di un antico convento di monache clarisse, fondato nel 1239. Si trova entro le mura della città antica, in prossimità di Porta Pia e delle Halles, il vecchio mercato. Dal 1983, su impulso del regista teatrale Alain Timár, il complesso del convento è un teatro (Théatre des Halles); la cappella dedicata a santa Chiara d'Assisi viene utilizzata come sala minore (50 posti), specialmente durante il Festival di Avignone.
La struttura deve la sua fama all'essere stata il luogo del primo incontro tra Francesco Petrarca e Laura, il 6 aprile 1327. Il ricordo dell'incontro fra il poeta laureato e la donna che sarà l'amore della sua vita è cristallizzato in un'epigrafe affissa nel 1932 dall'Accademia di Valchiusa sulla facciata della chiesa, che così recita:
| (francese) «Ici existait au XIVème siècle l'église Sainte-Claire dans laquelle à l'aube du 6 avril 1327 Pétrarque conçut pour Laure un sublime amour qui les fit immortels» (italiano) «Qui esisteva nel XIV secolo la chiesa di Santa Chiara nella quale, all'alba del 6 aprile 1327 Petrarca concesse a Laura un amore sublime che li rese immortali» |